# Discorso alle truppe a Tilbury

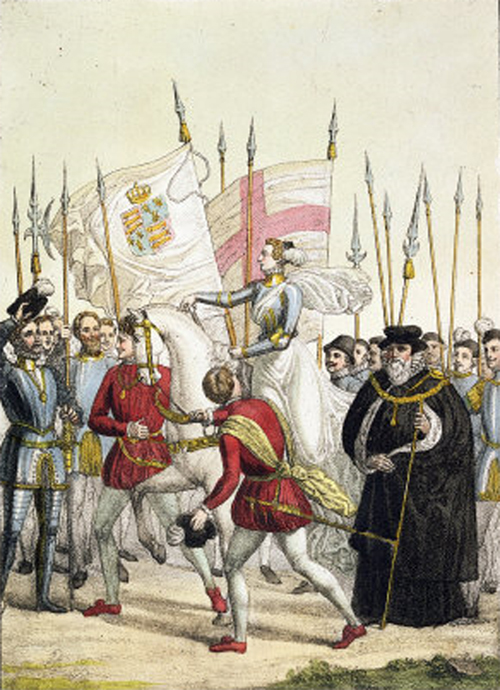
Elisabetta arringa le truppe a Tilbury

Il discorso alle truppe a Tilbury fu pronunciato il 9 agosto del 1588 dalla regina Elisabetta I d'Inghilterra alle truppe riunitesi a Tilbury nell'Essex, in attesa che si scontrassero con la terribile Armada Spagnola.
Elisabetta, indossando il corsetto di un'armatura su un abito bianco e impugnando uno scettro d'argento, passò in rassegna le truppe cavalcando un destriero di colore bianco.

## Testo del discorso
We have been persuaded by some that are careful of our safety, to take heed how we commit our selves to armed multitudes, for fear of treachery; but I assure you I do not desire to live to distrust my faithful and loving people. Let tyrants fear. I have always so behaved myself that, under God, I have placed my chiefest strength and safeguard in the loyal hearts and good-will of my subjects; and therefore I am come amongst you, as you see, at this time, not for my recreation and disport, but being resolved, in the midst and heat of the battle, to live and die amongst you all; to lay down for my God, and for my kingdom, and my people, my honour and my blood, even in the dust.
I know I have the body but of a weak and feeble woman; but I have the heart and stomach of a king, and of a king of England too, and think foul scorn that Parma or Spain, or any prince of Europe, should dare to invade the borders of my realm; to which rather than any dishonour shall grow by me, I myself will take up arms, I myself will be your general, judge, and rewarder of every one of your virtues in the field.
I know already, for your forwardness you have deserved rewards and crowns; and We do assure you in the word of a prince, they shall be duly paid you. In the mean time, my lieutenant general shall be in my stead, than whom never prince commanded a more noble or worthy subject; not doubting but by your obedience to my general, by your concord in the camp, and your valour in the field, we shall shortly have a famous victory over those enemies of my God, of my kingdom, and of my people.»
sono stata persuasa da alcuni che si preoccupano della mia salvezza, a prestare attenzione a come mi presento alle moltitudini armate, per paura di tradimento; ma io vi dico che non desidero vivere per diffidare del mio fedele e affezionato popolo. Che i tiranni abbiano paura! Io mi sono sempre comportata in modo tale che, in nome di Dio, ho posto la mia forza principale e la mia salvaguardia nei cuori leali e nella buona volontà dei miei sudditi; e quindi sono giunta tra di voi, in questo momento, non per mio divertimento e diletto, ma essendo risoluta, in mezzo alla foga della battaglia, a vivere e morire tra tutti voi; per sacrificare per il mio Dio, e per il mio regno, e per il mio popolo, il mio onore e il mio sangue, anche nella polvere.
So di avere il corpo debole e delicato di una donna; ma ho il cuore e lo stomaco di un re, e per di più di un re d'Inghilterra, e penso con disprezzo al fatto che il  duca di Parma o qualunque principe d'Europa, possa osare di invadere i confini del mio regno. Per tanto, piuttosto che accrescere il mio disonore, Io stessa rischierò il mio sangue reale io stessa sarò il vostro generale, giudice e ricompensatore di ciascuno dei vostri meriti (virtù) nel campo di battaglia.
So già, che per la vostra sollecitudine (o audacia) avete meritato premi e corone (premi e denaro); e vi assicuro con la parola di un principe, che non vi mancheranno. Nel frattempo, starà in mia vece il mio tenente generale, giacché mai un principe ha comandato un suddito più nobile o degno; senza dubitare della vostra concordia nell'accampamento, e il vostro valore in battaglia, e della vostra obbedienza a me stessa e al mio generale, presto otterremo una famosa vittoria su questi nemici di Dio e del mio regno.»

## Mitologia
Il "glorioso discorso" di Elisabetta ha comprensibilmente generato una certa mitologia ed è spesso stato raffigurato in dipinti e ripreso in opere teatrali e cinematografiche. Si veda ad esempio Elizabeth (film 1998) o anche il film "Elizabeth: The golden age" del 2007 diretto da Shekhar Kapur con Cate Blanchett o ancora Elisabeth I di Tom Hooper, miniserie televisiva del 2005 con Helen Mirren e Jeremy Irons.